# Nautanthus
Nautanthus is een geslacht van neteldieren uit de klasse van de Anthozoa (bloemdieren).

## Soort
- Nautanthus bathypelagicus Leloup, 1964